# Самарская (станция метро)
«Сама́рская» — отменённая станция Самарского метрополитена. Должна была располагаться на первой линии между действующей станцией «Алабинская» и строящейся «Театральной». Отказ от её строительства обоснован малой длиной перегонного тоннеля между «Самарской» и «Театральной».

## Расположение
По проекту станция должна была располагаться на Самарской площади между улицами Маяковского и Ярмарочной с выходами по направлению к цирку и Дворцу спорта, а также к площади Куйбышева.

## История
Единственная проектируемая станция в центре города, которая после распада СССР сохранила своё первоначальное название. В советский период город назывался Куйбышев, поэтому название «Самарская» было данью памяти об истории города. После возвращения исторического названия города данная особенность исчезла.

## Строительство
Строительство станции должно было начаться не раньше 2023 года. Время строительства должно было составить 3-4 года.
Стоимость сооружения должна была составить от 6 до 7 млрд рублей.
В 2021 году было объявлено, что при продлении линии к станции Театральная «Самарская» построена не будет. В 2022 году 31 января председатель правительства Самарской области Виктор Кудряшов сообщил о вероятной возможности строительства «Самарской» после «Театральной»:

То, что мы будем строить станцию «Театральная», совсем не означает, что мы отказываемся от перспективы строительства станции метро «Самарская». Нам ничто не мешает вернуться к «Самарской» в дальнейшем при наличии источников финансирования— Виктор Кудряшов

## Уголовное дело
14 ноября 2023 года задержаны бывший первый вице-губернатор — председатель правительства Самарской области Виктор Кудряшов, объявивший об отставке в тот же день, и врио министра строительства региона Михаил Асеев. Задержание связано с уголовным делом о превышении должностных полномочий сотрудниками ГКУ СО «Управление капитального строительства». речь о 194 миллионов рублей выделенных необоснованно  на проектирование станции  в 2018-2021 годах, и внезапная отмена строительства станции перед декабрем 2021 года. 

## Вестибюли
По существующему проекту, станция должна быть связана с вестибюлями лестницами.

## Архитектура и оформление
- 1980-е годы: архитекторы — Моргун Галина Васильевна, Моргун Алексей Григорьевич.
- 2008 год: рабочее проектирование — Корякина Полина Юрьевна (архитектор ООО «ВТС-проект»)

По существующему проекту оформления станционного зала, основным цветом оформления надпутевых стен должен стать красный, материал — гранит; свод станции — беленый монолитный железобетон; платформа — сочетание белых, серых и красных квадратов различных размеров, выложенных из гранита. Предполагается использование подвесных металлических светильников дугообразной формы. Буквы, составляющие название станции, должны быть высечены из белого мрамора.

## Путевое развитие
За станцией предполагались оборотные тупики[уточнить], которые после открытия станции «Театральная» перестали бы использоваться для оборота поездов.